# Matemática incaica

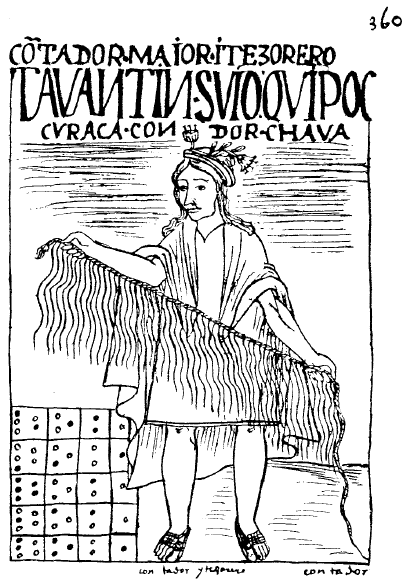
Quipukamayuq con su quipu y una yupana, los principales instrumentos que usaron los incas en matemáticas.

Las matemáticas de los incas (o del Tawantinsuyu) se refieren al conjunto de conocimientos numéricos y geométricos y los instrumentos desarrollados y usados en la nación de los incas antes de la llegada de los españoles. Se puede caracterizar, principalmente, por su capacidad de cálculo en el ámbito económico. Los quipus y yupanas son muestra de la importancia que alcanzó la aritmética en la administración estatal incaica. Esto se plasmó en una aritmética sencilla pero efectiva, para fines contables, basada en el sistema decimal; conocieron el cero, y dominaron la adición, la resta, la multiplicación y la división. Tuvo un carácter eminentemente aplicativo a tareas de gestión, de estadística y de medición. Lejos del esbozo euclidiano de la matemática como un corpus deductivo, apta y útil para las necesidades de una administración centralizada.
Por otra parte, la construcción de caminos, canales y monumentos, así como el trazado de ciudades y fortalezas, exigió el desarrollo de una geometría práctica, que fue indispensable para la medición de longitudes y superficies, además del diseño arquitectónico. A la par desarrollaron importantes sistemas de medición de longitud y capacidad, los cuales tomaron partes del cuerpo humano como referencia. Además, emplearon objetos adecuados o acciones que permitían apreciar el resultado de otra manera, pero pertinente y efectiva.

## Sistema de numeración de los incas

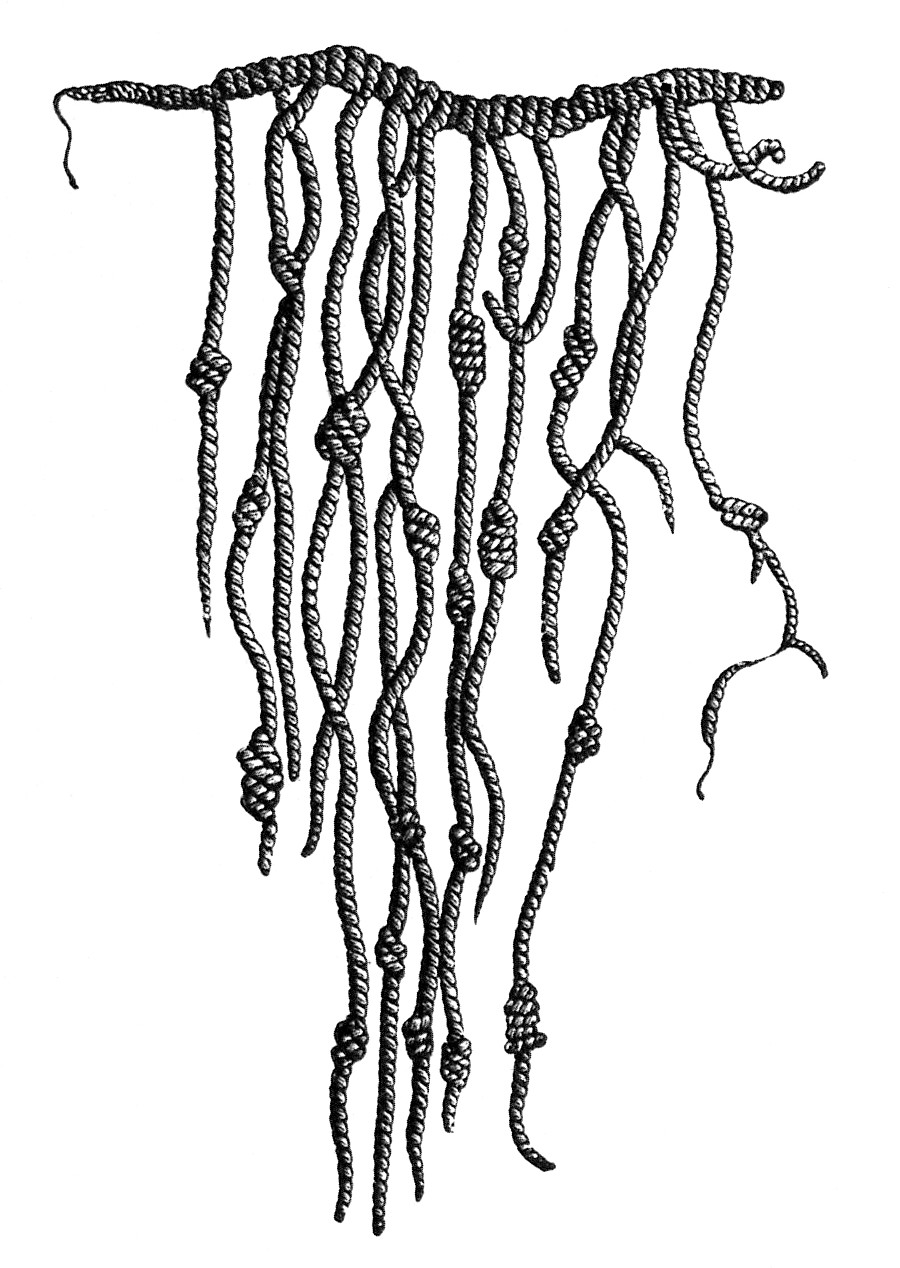
Representación de un quipu, instrumento de contabilidad y nemotécnico inca.

El sistema de numeración imperante era el de base decimal. Una de las principales referencias que confirman esto son las crónicas que presentan una jerarquía de autoridades organizadas, usando el sistema de numeración decimal con su aritmómetro: Quipu. 
| Encargado              | Cantidad de familias |
| ---------------------- | -------------------- |
| Puriq                  | 1 familia            |
| Pisqa kamayuq          | 5 familias           |
| Chunka kamayuq         | 10 familias          |
| Pisqa chunka kamayuq   | 50 familias          |
| Pachak kamayuq         | 100 familias         |
| Pisqa pachaka kamayuq  | 500 familias         |
| Waranqa kamayuq        | 1000 familias        |
| Pisqa waranqa kamayuq  | 5000 familias        |
| Chunka waranqa kamayuq | 10 000 familias      |

También se puede confirmar el uso del sistema decimal en el incario, por medio de la interpretación de los quipus, que están organizados de modo que los nudos de acuerdo a su ubicación pueden representar: unidades, decenas, centenas, etc.
Sin embargo, la principal confirmación de este sistema, se expresa en la denominación de los números en quechua, en que los números van desarrollándose de manera decimal, como se puede apreciar en el siguiente cuadro (el quechua usado es el de Cuzco).
| Número | Quechua | Número | Quechua             | Número    | Quechua        |
| ------ | ------- | ------ | ------------------- | --------- | -------------- |
| 1      | Huk     | 11     | Chunka hukniyuq     | 30        | Kimsa chunka   |
| 2      | Iskay   | 12     | Chunka iskayniyuq   | 40        | Tawa chunka    |
| 3      | Kimsa   | 13     | Chunka kimsayuq     | 50        | Pisqa chunka   |
| 4      | Tawa    | 14     | Chunka tawayuq      | 60        | Suqta chunka   |
| 5      | Pisqa   | 15     | Chunka pisqayuq     | 70        | Qanchis chunka |
| 6      | Suqta   | 16     | Chunka suqtayuq     | 80        | Pusaq chunka   |
| 7      | Qanchis | 17     | Chunka qanchisniyuq | 90        | Isqun chunka   |
| 8      | Pusaq   | 18     | Chunka pusaqniyuq   | 100       | Pachak         |
| 9      | Isqun   | 19     | Chunka isqunniyuq   | 1000      | Waranqa        |
| 10     | Chunka  | 20     | Iskay chunka        | 1 000 000 | Hunu           |

## Sistemas de contabilidad

### Quipus

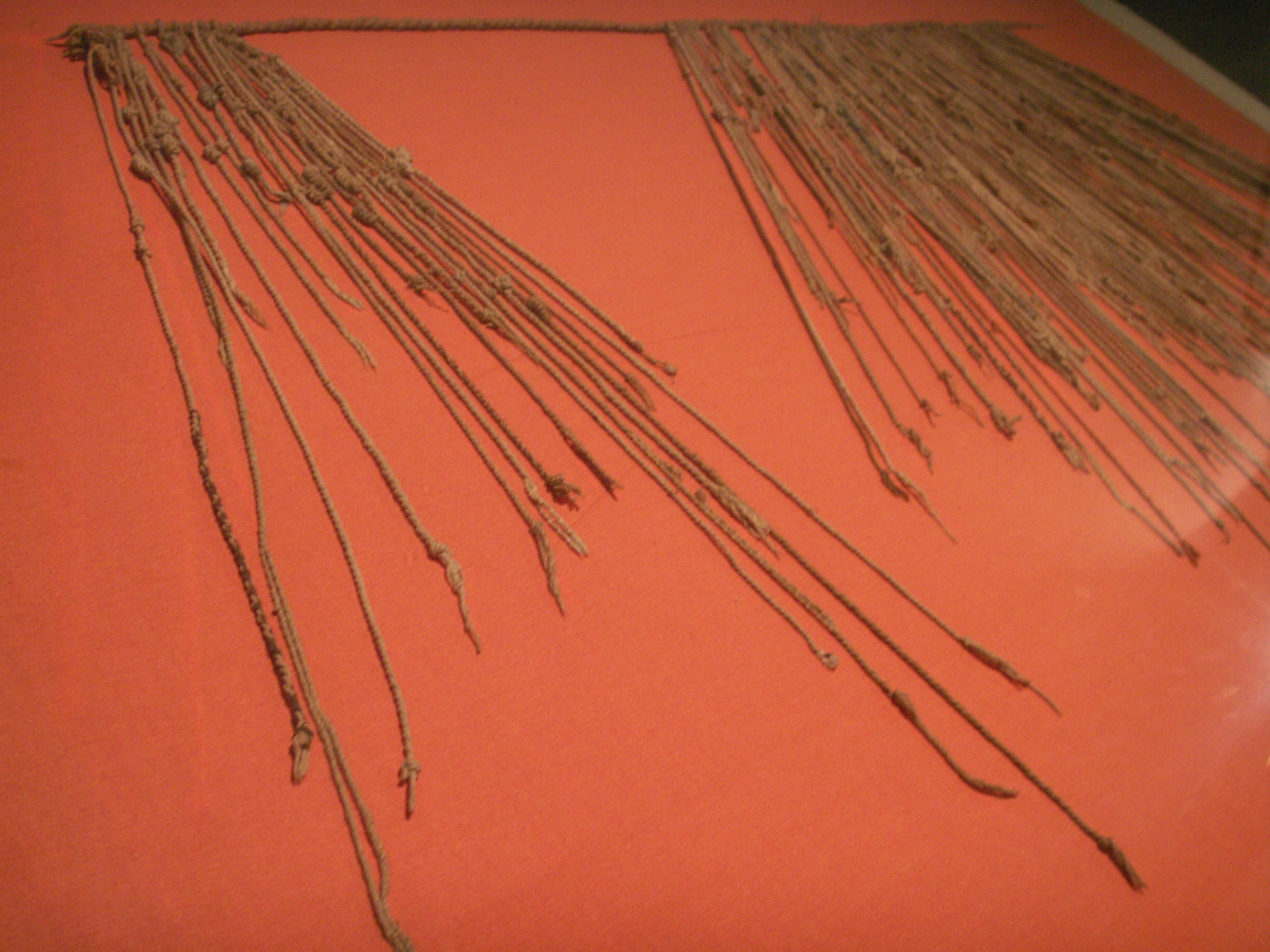
Quipus incaicos, elementos fundamentales en la administración y contabilidad del Imperio inca.

Los quipus constituyeron un sistema nemotécnico basado en cuerdas anudadas, mediante las cuales se registraban todo tipo de información cuantitativa o cualitativa; si se trataban de resultados de operaciones matemáticas, solo se anulaban las realizadas anteriormente en los "ábacos incas" o yupanas. Si bien una de sus funciones se relaciona con la matemática al ser un instrumento capaz de contabilizar, también era utilizado para guardar información de noticias censales, de montos de productos y de subsistencias conservadas en los depósitos estatales. Incluso hay quienes mencionan a los quipus como instrumentos donde los incas dejaban (de un modo diferente al escrito) sus tradiciones e historia.
Diversos cronistas mencionan además el uso de quipus para guardar noticias históricas, sin embargo, aún no se ha descubierto cómo funcionaba este sistema. En el Tahuantinsuyo, era personal especializado el manejaba las cuerdas, se le conocía como quipucamayoc y podía llegar a tener a su cargo las cuerdas de toda una región o suyu. Si bien la tradición está perdiéndose, los quipus continúan usándose como instrumentos mnemotécnicos en algunos poblados indígenas donde sirven para registrar los productos de las cosechas y los animales de las comunidades.
Según el cronista jesuita Bernabé Cobo (1983 [1653]: 253-254), los Incas designaban a ciertos especialistas las tareas relativas a la contabilidad. Estos especialistas eran llamados quipo camayos, en los cuales los Incas ponían toda su confianza. En su estudio de la muestra de quipu VA 42527 (Museum für Völkerkunde, Berlín), Sáez-Rodríguez (2013) observó que, con el fin de cerrar los libros de contabilidad de las chacras, ciertos números eran ordenados según su valor en el calendario agrícola, de los cuales se encargaba directamente el khipukamayuq (el contable en cuyas manos se encontraba el granero).

### Yupanas

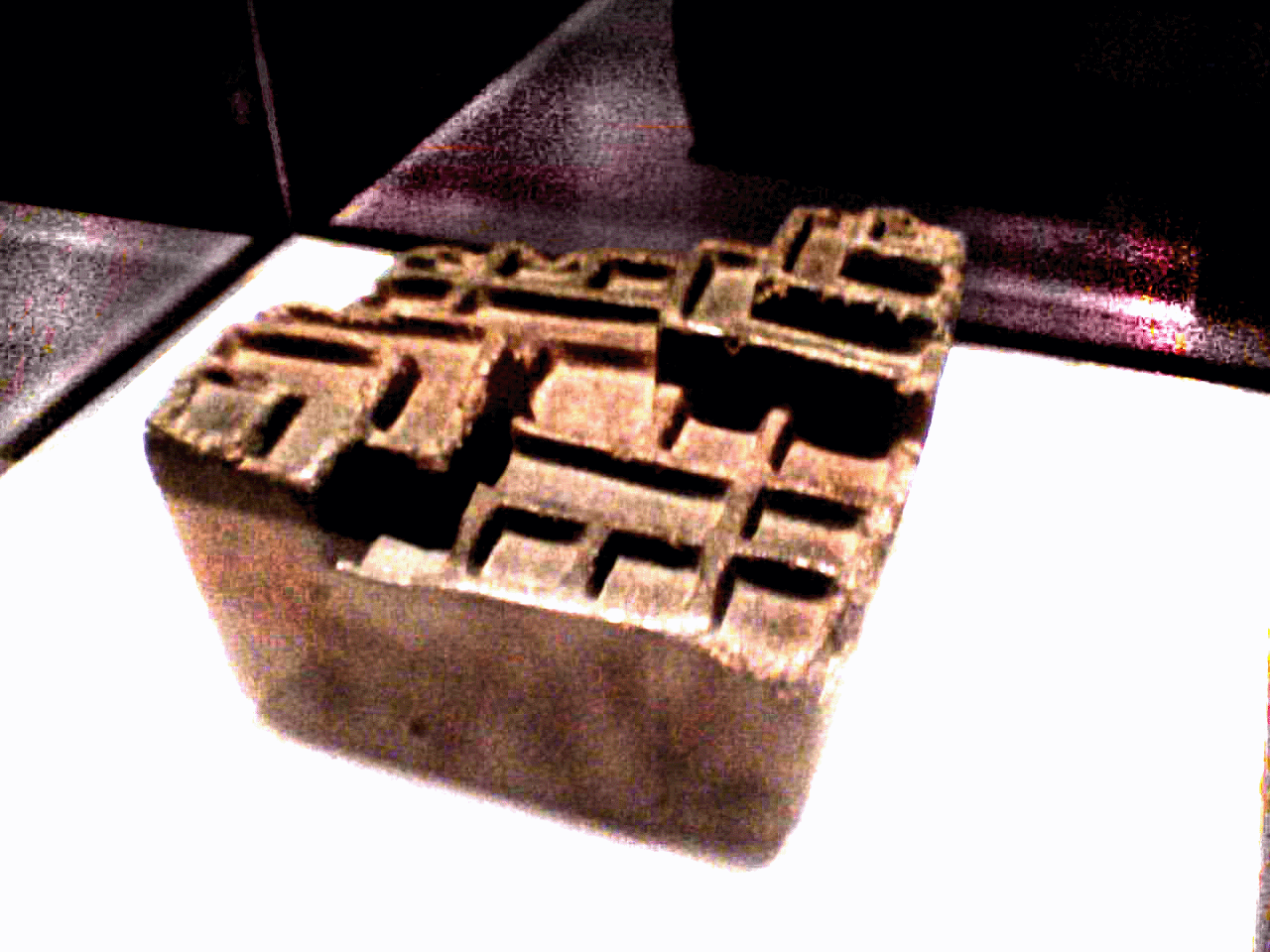
Yupana, conocida también como ábaco inca. Su potencial de contabilidad es aún muy discutido.

En el caso de la información numérica, las operaciones matemáticas eran realizadas previamente en los ábacos o yupanas. Estos podían ser de piedra tallada o de barro, tenían casilleros o compartimentos que correspondían a las unidades decimales y se contaba o señalaba con la ayuda de piedrecitas o granos de maíz o quinua. Se podían indicar unidades, decenas, centenas, etc. de acuerdo a si estaban implícitas en cada operación.
Investigaciones recientes en relación con los yupanas sugieren que eran capaces de calcular cifras considerables basándose en un sistema probablemente no decimal, sino basados en relación con el número 40. De ser cierto, es curioso notar la coincidencia entre la progresión geométrica conseguida en el yupana y los actuales sistemas de procesamiento; por otro lado también resulta contradictorio el hecho de basar su sistema de contabilidad en el número 40, de seguir las investigaciones y confirmarse este hecho, habría que comparar su uso con el sistema decimal, que según la tradición histórica e investigaciones anteriores, era el que usaban los incas.
En octubre de 2010, el investigador peruano Andrés Chirinos con el apoyo de la Agencia Española de Cooperación Internacional para el Desarrollo (AECID), revisando dibujos y descripciones antiguas del cronista indígena Guaman Poma de Ayala, descifró finalmente el acertijo de la Yupana que básicamente es una tabla con once agujeros, que el denomina "calculadora prehispánica" y es capaz de sumar, restar, multiplicar y dividir, lo cual le hace tener esperanzas en descubrir finalmente como funcionaban los quipus.

## Unidades de medida
Hubo diferentes unidades de medida para magnitudes como la longitud y el volumen en tiempos prehispánicos. Los pueblos andinos, como en muchos otros lugares del mundo, tomaron miembros del cuerpo humano como referente para establecer sus unidades de medida. No existió un sistema de unidades único y de uso obligatorio y uniforme en todo el mundo andino. Muchos documentos y crónicas han registrado diferentes sistemas de origen local que permanecieron en uso hasta el siglo XVI.

### Longitud
Entre las unidades de medida de longitud, existió la rikra (braza), que es la distancia medida entre los dedos pulgares del hombre teniendo los brazos extendidos horizontalmente. El kukuchu tupu (kukush tupu) equivalía al codo castellano y era la distancia medida desde el codo hasta el extremo de los dedos de la mano. Estaba también la capa (palmo), y la más pequeña era el yuku o jeme, que era la longitud existente entre el índice y el dedo pulgar, separando uno del otro lo máximo posible. La distancia entre dos pueblos habrían evaluado por el número de chasquis requeridos para llevar un recado de un pueblo al otro. Habrían usado proporcionalidad directa entre la circunferencia de un redil y la cantidad de tabiques de chacras.

### Superficie
El tupu era la unidad de medida de la superficie. En términos generales se definía como el lote de tierra requerido para el mantenimiento de un matrimonio sin hijos. Todo hatun runa u hombre común recibía una parcela al casarse, debiendo satisfacer su producción las necesidades básicas de alimentación. No correspondía a una medida exacta, pues sus dimensiones variaban según las condiciones de cada terreno y de una etnia a otra. Se tomaba en cuenta la calidad del suelo y de acuerdo con ello se calculaba el tiempo de descanso necesario que debía considerarse luego de un cierto número de campañas agrícolas. Pasado ese tiempo, la pareja podía reclamar a su curaca un nuevo tupu.

### Capacidad
Entre las unidades de medida de capacidad está la pokcha, que equivalía a media fanega o 27,7 litros. Algunos cultivos como el maíz eran medidos en recipientes; los líquidos se medían en una variedad de cántaros y tinajas. Había cajas de variedad de cántaros y tinajas. Había cajas de paja o junco en los que se guardaban objetos. Estas cajas también eran utilizadas en los depósitos para almacenar productos delicados o exquisitos, como las frutas secas. Las hojas de coca eran medidas en runcu o grandes cestas. Otros cestos eran conocidos como ysanga. Entre estas medidas de capacidad se encuentra el poctoy (purash) (almozada), que equivale a la porción de granos o harina que entra en la concavidad formada con las manos juntas. Los antiguos pobladores de los Andes conocieron las balanzas de platillos y redes así como al huipe, instrumento parecido a las romanas. Al parecer, su presencia se asocia con los trabajos de orfebrería y metalurgia, oficios en los que es necesario conocer los pesos exactos para utilizar las proporciones adecuadas en las aleaciones.

### Volumen
Sobre todo el volumen de sus colcas (trojas) y de sus tambos (almacenes estatales, en puntos claves del Qhapaq Ñan). Usaban los runqu (rongos: pacas), recipientes portátiles o las ishanka (canastas) o bien la capacidad de una chacra. Habrían manejado la proporcionalidad de los volúmenes de prismas respecto de sus alturas —sin variar las bases—.

### Tiempo
- Para el tiempo usaban  el día (jornada laboral), que podría incluir aun una mañana, una tarde. El tiempo servía, indirectamente, para apreciar la distancia entre dos ciudades. 20 días de Cajamarca a Cuzco era la separación.
- El mes, el año y las fases de la luna —muy consultadas para las faenas de sembrío, aporques y cosechas y en la navegación—.[21]